# Thusnelda
Thusnelda (10 př. n. l.? – po roce 16?) byla germánská princezna pocházející z kmene Cherusků, manželka cheruského vůdce Arminia, který v roce 9 porazil tři římské legie v čele s Publiem Quinctiliem Varem v Teutoburském lese.
Byla dcerou cheruského vůdce Segesta, který měl v úmyslu ji provdat za někoho jiného, ale Arminius ji unesl a vzal si ji za ženu. Arminius vedl koalici germánských kmenů do vítězné bitvy v Teutoburském lese. I když tato bitva zastavila budoucí ambice římské říše v Germanii, přesto se Římané chtěli pomstít a získat zpět symboly legií, tři orly, které Germáni ukořistili a proto byl do Germánie vyslán Germanicus v roce 14. Své tažení zahájil překročením řeky Rýn a následným postupem na východ od Rýna do nitra Germánie. V roce 15 podnikl velikou výpravu proti Chattům. Poté pronikl za řeku Emži a navštívil místo, kde se konala bitva v Teutoburském lese. Podařilo se mu získat dva ze tří orlů a také vzít do zajetí Thusneldu, která v té době byla těhotná. Budoucím otcem byl Arminius, který podle římských historiků Tacita a Strabóna hodně truchlil nad její ztrátou a již se nikdy neoženil.
Během svého zajetí Thusnelda porodila v Ravenně Arminiova jediného syna Thumelia. Thusnelda i její syn byli ukazováni jako cenné trofeje při římských slavnostech. Před bitvou na pláni Idistaviso se Arminius kontaktoval se svým bratrem Flavem, který dosud sloužil v římské armádě, a ptal se na stav své ženy. Přestože byla zajatkyní, bylo o jeho ženu dobře postaráno. Jeho syn Thumelicus byl cvičen v gladiátorské škole v Ravenně a je pravděpodobné, že zemřel při gladiátorském vystoupení v poměrně mladém věku. Tacitus uvádí roky 30 či 31, to znamená, že zemřel ve věku 15 nebo 16 let. Datum úmrtí Thusneldy není známo, ale bylo to někdy krátce po roce 16.